# 中铁一局
中铁一局集团有限公司，注册地位于西安，隶属于中国铁路工程总公司。业务性质为铁路、公路、市政。2017年，公司总资产505.57亿元，净资产86.85亿元，净利润11.59亿元。公司具有铁路、公路、市政公用工程施工总承包特级资质，房屋建筑工程施工总承包壹级资质，铁路铺轨架梁、桥梁、隧道、公路路面工程专业承包壹级资质和城市轨道交通工程专业资质等。

## 历史
1970年由乌鲁木齐迁至西安，2000年改制为中铁一局集团有限公司。

## 沿革
中铁三局集团成立至今，机构名称几经调整变更：
| 时间           | 名称                             | 上级机构                       | 驻地         | 注释                                         |
| 1950年5月1日   | [铁道部西北铁路干线工程局        | 铁道部                         | 甘肃天水     | 为适应西北铁路建设的迫切需要组建，抢修宝天线 |
| 1952年         | 铁道部新建铁路工程总局第一工程局 | 铁道部新建铁路工程总局         | 甘肃省兰州市 | 新建兰新铁路                                 |
| 1958年         | 铁道部乌鲁木齐铁路局             | 铁道部                         | 乌鲁木齐市   | “工管合一”体制改革                           |
| 1963年         | 铁道部西北铁路工程局             | 铁道部                         |              |                                              |
| 1966年         | 铁道部第一工程局                 | 铁道部                         |              |                                              |
| 1970年7月      | 交通部第一工程局                 | 交通部                         |              | 铁道部并入交通部                             |
| 1975年5月1日   | 铁道部第一工程局                 | 铁道部                         | 陕西省西安市 |                                              |
| 1984年11月     | 第一工程公司                     | 铁道部                         | 陕西省西安市 |                                              |
| 1985年9月1日   | 第一工程局                       | 铁道部                         | 陕西省西安市 |                                              |
| 2000年11月28日 | 中铁一局集团有限公司             | 中国铁路工程总公司（中国中铁） | 陕西省西安市 |                                              |

## 成就
公司成立60多年来，参建干、支线铁路120多条,完成铺轨3.3万余公里，约占新中国铁路铺轨总量的七分之一；累计修建公路7500余公里，完成房屋建筑1800余万平方米、市政工程近300项。业务范围覆盖除澳台以外的全国各省、市、自治区，并在新加坡、巴基斯坦、斐济、马来西亚等十多个国家开展海外工程承包业务。

## 荣誉
毛泽东、刘少奇、邓小平、江泽民、胡锦涛、习近平等党和国家领导人为中铁一局题词或接见员工，有“天下第一局”的美誉。

## 架构

### 子公司
- 第一工程有限公司 (已轉讓予中铁北京工程局)
- 第二工程有限公司
- 第四工程有限公司
- 第五工程有限公司
- 新运工程有限公司
- 电务工程有限公司
- 桥梁工程有限公司
- 建筑安装工程有限公司
- 市政环保工程有限公司
- 物资工贸有限公司
- 建工机械有限公司
- 天津建设工程有限公司
- 陕西天域置业有限责任公司
- 正方房地产开发有限公司
- 西安工贸公司
- 陕西华营工程建设监理公司
- 海南大沣公司
- 蒙古有限责任公司
- 苏丹有限责任公司

### 分公司
- 第三工程有限公司
- 城轨分公司
- 房建分公司
- 成都分公司
- 重庆分公司
- 深圳分公司（2010年改为广州分公司）
- 北京分公司
- 海南分公司
- 厦门分公司
- 福州分公司
- 上海分公司
- 海外分公司

## 事故
- 2005年7月17日，在吊装桥梁预制板时，一名工人被砸死。中铁一局该工程项目部拒绝上报[3]。
- 2005年12月22日，四川省都江堰至汶川高速公路董家山隧道工程发生特别重大瓦斯爆炸事故，造成44人死亡，11人受伤，直接经济损失2035万元。6名事故直接责任人移交司法机关处理，其他17名责任人相应的党纪、政纪处分[4]。
- 2009年11月18日23时50分，杭州市余杭区南苑街道红联村附近，由中铁一局施工的沪杭客运专线海杭特大桥桥墩模板发生倾倒事故，造成1人死亡，5人受伤[5]。
- 2010年4月30日，小北门外中铁一局集团房屋建筑工程分公司春晓新苑工程项目部，一名中年男子从40多米高的塔吊上掉下身亡[6]。
- 2016年7月19日，中铁一局信义沟截污管线工程排污井抽水作业发生气体中毒事故。截至7月20日13时30分许，造成5人死亡2人受伤[7]。
- 2017年12月24日，中铁一局集团建筑安装工程有限公司施工总承包的南京至高淳城际轨道禄口机场至溧水段工程车站设备安装与装修工程DS7-CA02标工程工地，一名工人（男、37 岁）坠落至地面，抢救无效死亡。该企业在江苏省内不得承揽新的工程项目[8]。